# Gualberto Villarroel
Gualberto Villarroel López (Vila Rivero, Cochabamba, Bolívia; 15 de desembre de 1908 - La Paz, Bolívia; 21 de juliol de 1946) va ser un militar i polític bolivià, president de la Junta Militar de Govern (1943-1944), president provisional (1944-1945) i president constitucional (1945-1946).
Un reformista, de vegades avaluat per les seves simpaties feixistes, unes altres pels seus vincles amb el president argentí Juan Domingo Perón i els seus al·legats de tercer posicionisme. Però sobretot és recordat per la seva tràgica mort el dia que una torba el va deposar del poder, assassinant-lo i després penjant públicament el seu cadàver.